# Seminario arcivescovile di Benevento
Il seminario arcivescovile è un edificio situato in Benevento di antiche radici storiche.

## Storia
Il primo seminario fu costruito nel 1567 dal cardinale Giacomo Savelli, eretto in luogo di un monastero voluto dall'Ordine gerosolimitano.
In epoca antica annesso al seminario vi era la chiesa di Sant'Andrea, fondata nel 1174 e aperta al culto fino al 1880, anno in cui venne espropriata e demolita.
L'arcivescovo Massimiliano Palombara, nipote e successore di Savelli, ne affidò l'insegnamento ai padri della Compagnia di Gesù e ne aumentò le rendite e le fabbriche annettendovi parecchi benefici semplici, prendendo dall'arcidiacono della Metropolitana a censo perpetuo di ducati 12 l'anno, diverse case e botteghe adiacenti, e per ducati 6.000 comprando il fondo di Sant'Angelo del Pesco nell'agro beneventano.
Lavori vennero fatti da Giovan Battista Foppa e il cardinale Orsini, che divenne in seguito papa Benedetto XIII, sistemò l'edificio dopo i danni avuti dal terremoto del 1688, riedificato in piazza Emilio Papiniano lungo il corso Garibaldi di fianco all'obelisco egiziano del tempio di Iside. In seguito fu utilizzato dai cardinali Sinibaldo Doria, Serafino Cenci, Francesco Pacca, Giovanni Battista Bussi e Domenico Carafa Della Spina, diventando temporaneamente luogo di dimora per soldati nel 1862.
Le rendite ricevute permisero una nuova riapertura nel 1880 grazie al cardinale Camillo Siciliano di Rende, quando vennero accolti nuovamente alunni. Il successo e l'affluenza fu tale che nell'ottobre del 1888 si aprì un secondo piano. Il seminario fu poi negli anni cinquanta trasferito in viale Atlantici.
Nel 1990 venne eretto un nuovo fabbricato in Via S. Giovanni Battista della Salle, benedetto da papa Giovanni Paolo II in occasione della sua visita in città il 2 luglio. Il seminario è stato chiuso nel 2018 per mancanza di seminaristi; i rimanenti sono stati trasferiti a Napoli al Pontificio Seminario Campano Interregionale del quartiere di Posillipo.
Il vecchio edificio sito in via Giovanni De Vita è dal 2006 sede dell'Archivio di Stato di Benevento.
Il vecchio edificio sito in viale Atlantici è stato, fino al 2013, sede della scuola allievi Carabinieri.